# Rudolf Lehmann (jurista)
Rudolf Lehmann (Poznan, Imperio alemán, 11 de diciembre de 1890 - Bonn, Alemania Occidental, 26 de julio de 1955) fue un jurista y juez militar alemán quien fue el Juez Abogado General de la Wehrmacht (Generaloberstabsrichter) en la Segunda Guerra Mundial. Lehmann fue declarado culpable de crímenes de guerra y crímenes de lesa humanidad en el Juicio del Alto Mando, uno de los doce juicios posteriores a los Juicios de Núremberg en 1948. Aunque tenía estrechos vínculos con la Alemania nazi, no era miembro del Partido Nacionalsocialista Obrero Alemán.

## Biografía
Rudolf Lehmann nació el 11 de diciembre de 1890 en la ciudad de Posen (actual Poznan), Provincia de Posen en el antiguo Reino de Prusia, parte constituyente del Imperio alemán. Su padre era profesor de derecho y Lehmann creció en Breslau y Hanau, estudió derecho en Múnich, Freiburg, Leipzig y Marburgo y se graduó como abogado antes de servir como oficial de reserva en el Ejército Imperial en la Primera Guerra Mundial, durante la cual fue condecorado con la Cruz de Hierro. Después de la guerra, regresó a la Universidad de Marburgo, donde obtuvo un doctorado en jurisprudencia. Luego ingresó al servicio del gobierno como fiscal y trabajó en el Ministerio de Justicia del Reich.
En octubre de 1937, ingresó en el Servicio Legal del Ejército y desde julio de 1938 hasta mayo de 1945 fue jefe del Departamento Legal. En este cargo evaluó los cargos contra el Generaloberst Werner von Fritsch entre febrero y marzo de 1938 y su sentencia fue de absolución. El 1 de mayo de 1944 se le otorgó el rango único de Generaloberststabsrichter (Coronel Oficial Judicial General), que era equivalente a Generaloberst pero fuera de la cadena de mando normal. Fue capturado por los estadounidenses en mayo de 1945 y recluido en un campo de prisioneros de guerra del ejército de EE. UU.

### Juicio y muerte
En octubre de 1947, fue condenado a siete años de prisión en el llamado juicio del Alto Mando por participar en la redacción del decreto Barbarroja, que permitió el asesinato de civiles con el pretexto de contrarrestar la actividad partisana, y la Orden de los Comisarios que estipulaba que cualquier comisario político soviético que fuera capturado debía ser inmediatamente ejecutado, en contravención del derecho internacional. También participó en la redacció del Decreto Nacht und Nebel de diciembre de 1941 que eliminó el acceso al debido proceso judicial a los acusados. Las tropas de la Wehrmacht aplicaron la orden en Francia, Holanda, Ucrania y otros países ocupados.
En 1950, el Alto Comisionado de EE. UU. para Alemania, John J. McCloy, convocó una Junta Asesora sobre Clemencia (también conocida como el Panel Peck, en honor a su presidente el jurista David W. Peck) como un panel de expertos independientes para hacer recomendaciones sobre las sentencias de personas condenadas por tribunales militares de EE. UU. como criminales de guerra. En el caso particular de Rudolf Lehmann, Peck recomendó que su sentencia fuera reducida. Fue liberado de la prisión de Landsberg el 16 de agosto de 1950 por buen comportamiento. Después vivió en Bad Godesberg, donde fue Director Gerente de la asociación comercial minera. Murió en Bonn a los 64 años.